# ليديتشي

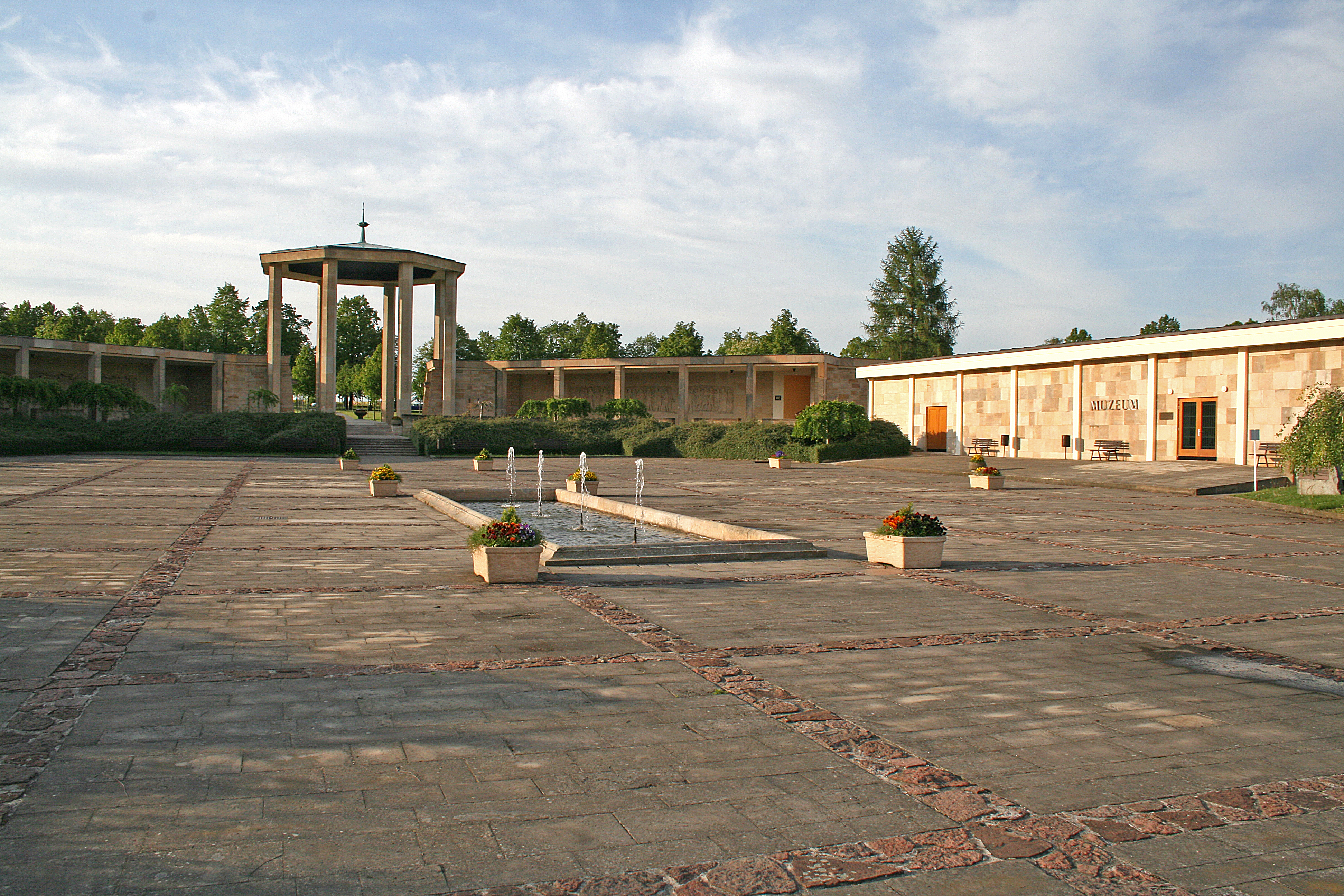
النصب التذكاري في ليديس

ليديتشي (بالتشيكية: Lidice، بالألمانية: Liditz) هي بلدية في أوكريس كلادنو بجمهورية التشيك. يبلغ عدد سكانها حسب إحصائيات عام 2006 435 نسمة، وبمساحة تقدر ب 475 هكتار. تقع على بعد 5 كلم شرق كلاندو و 20 كلم غرب براغ. تم تدميرها خلال الحرب العالمية الثانية من طرف القوات الألمانية، وقتل النازيون جميع الرجال فيها، وأرسلو الباقي إلى معسكرات الاعتقال، وكانو أطفالا ونساء.ً وهناك قتلوا تقريبا كل الأطفال وحوالي خمسين امرأة. بعد انتهاء الحرب أعيد بناؤها على بعد 300 متر من المدينة القديمة التي تم وضع نصب تذكاري فيها ومتحف.

## توأمة
لليديتشي اتفاقيات توأمة مع:
- كوفنتري